# Jacoba Stelma
Jacoba Stelma (L'Aia, 2 luglio 1907 – Brielle, 30 agosto 1987) è stata una ginnasta olandese.

## Biografia
Jacoba Stelma ha vinto la medaglia d'oro alle Olimpiadi estive del 1928 ad Amsterdam, nella gara a squadre femminili con: Estella Agsteribbe, Helena Nordheim, Anna Polak, Judikje Simons, Elka de Levie, Jacomina van den Berg, Alida van den Bos, Anna van der Vegt, Petronella van Randwijk, Petronella Burgerhof e Hendrika van Rumt.